# 角南攻
角南 攻（すなみ おさむ、1944年1月1日 - 2014年8月7日）は、漫画編集者。愛知県名古屋市出身。早稲田大学卒業。『週刊ヤングジャンプ』2代目編集長、『ビジネスジャンプ』初代編集長。『トイレット博士』のスナミ先生のモデルとして知られる。

## 来歴
生家は古くから続く医者の家系で、9代前の先祖は杉田玄白とも面識があったという。叔父は長崎大学医学部で形成外科として名を馳せた。母親は岡山県鏡野町の豪農の家系で6世紀からたたら製鉄と薬師の秘宝が伝わっていた。父親の先祖は同県の児島の出身で、材木屋と塩田経営を行う豪商であったという。また父親は京都帝国大学経済学部を卒業するが就職難に遭い、倉敷市役所に勤めていた際に先輩から誘われて名古屋市役所に務め、定年になるまで出世していった。
岡山の生家は裕福であったが、敗戦後に農地改革で土地を没収され没落した。1945年に岡山に疎開した際は、当時1歳だったのにも関わらず記憶が鮮明に残っていると、後年述べている。
子供の頃は虚弱体質だった。また身体も小さく身長は130cmしかなかった（最終的に170cmまで到達した）。父の友人がきっかけで漫画に興味を持つ。愛読した漫画雑誌は、集英社の『おもしろブック』（後に『少年ブック』に改題）だった。気がつけばノートに落書きとして漫画ばかり描くようになっていた。また運動会の際に騎馬戦で相手の馬にぶらつき8人総崩れとなって全治6か月の複雑骨折を負い、入院中に書いた「手術の日」は愛知県知事賞を獲得した。
市役所に勤めていたお役人気質な父とは喧嘩をすることもあり、一度だけだが殴り合いにも発展した。
高校時代は人間や動物学に興味があり、一時期は「アフリカのゴリラに餌をやる」ことも考えていた。ただし将来については完全に定まっておらず「小説家」や「医者」なども頭にあった。最終的に進路を完全に自分の判断で決め、高校卒業時には父の出身校である京大を受験するが点数が足りずに失敗する。早稲田大学教育学部と大阪外国語大学に合格、早大に入学するが、京大への夢をあきらめきれず、再受験のため中途退学した。だが二度にわたる再挑戦でも不合格に終わり、やむを得ず1964年に早大に復学した。
早大の学生時代、赤塚不二夫のスタジオ「フジオ・プロ」に学園祭への無償協力を求めに行ったことがあり、赤塚はその経験を元に『天才バカボン』の○○研究会のキャラクターを生み出した。また、下宿先に森繁久弥がいて『空席の法則』について教わったという。
学園祭では喫茶店を経営し、駐日ブラジル大使館から無料でコーヒー豆を入手したことで利益を上げ、その資金で相模大野駅前に土地を購入して仲間と住むための家を建てようとするが、土地ブローカーによる詐欺に遭い大損をする。それが悔しかった角南は宅地建物取引士（当時は「宅地建物取引主任者」）、不動産鑑定士などの資格を取得した。また、早大闘争では学年の闘争委員を務めた。
大学卒業後は物書きになりたいという意思で新聞社への入社を志すも、就職部から早大闘争の際に顔写真を撮られているという理由で反対に遭い、出版社に目標を切り替え、集英社に入ることになる。
1968年（昭和43年）に集英社に入社。入社後に配属希望を問われた角南は役員に対して「はい、雑誌編集部門の『少年ブック』編集部を志望します。私の力で少年誌を再興します。私はそのために登場したスーパーマンなのです!」と返答、希望通り『少年ブック』の編集となる。1969年（昭和44年）に集英社初の青年漫画雑誌『ジョーカー』に携わる。その後、『少年ジャンプ』（後の『週刊少年ジャンプ』）編集部に異動、同誌で『トイレット博士』（とりいかずよし）、『ハレンチ学園』（永井豪）の担当を務める。
1979年（昭和54年）、『週刊少年ジャンプ』の元編集長の中野祐介と共に『ヤングジャンプ』（後の『週刊ヤングジャンプ』）を立ち上げ、初代副編集長として参加する。1983年（昭和58年）に中野の後を継いで編集長に就任し、1992年（平成4年）まで務める。
その後、集英社の子会社であるホーム社に出向の後、退社。集英社の系列会社である白泉社に移り、『ヤングアニマル』の立ち上げに関わった。白泉社では常務取締役・顧問を務める。2009年の定年退職後はフリーランスで活動した。
2014年8月7日、肺癌のため死去した（満70歳没）。

## 角南をモデルとするキャラクター
『週刊少年ジャンプ』編集長を務めた西村繁男によると、目立ちたがりの人物であり、様々な作品にパーマ頭、ギョロ目、あごひげの濃い剃り跡など自身をモデルとしたキャラクターを登場させた。角南がモデルとされるキャラクターには下記のものがある。
- 永井豪『ハレンチ学園』のヒゲゴジラ[1]
- とりいかずよし『トイレット博士』のスナミ先生[10] - 連載後半では主役を上回る人気を得る[11]。スナミ先生の奥さんや子供の登場は、角南の私生活をそのままトレースしたものである[14]。とりいは角南と同郷で、知り合ってすぐ親しくなったという[15]。
- 小林よしのり『東大快進撃』の角南塾頭 - 同作は『東大一直線』が『少年ジャンプ』で打ち切られた後に『ヤングジャンプ』に掲載された。
- 小池一夫（原作）・井上紀良（作画）『マッド★ブル34』の34分署・スナミ署長[10]

## 人物
名前を「すなみ いさお」と間違って読まれることが多く、『週刊ヤングジャンプ』においてもこの誤読でルビが振られることが多かった。
雑誌『ムー』編集長の三上丈晴によると、口裂け女の仕掛け人は角南であり、当時あるラジオ局と協力し「ポマードと唱えると逃げる」などの設定を考案し、その噂を伝播させることに成功したと三上に対しカミングアウトしたという。
プロ野球・中日ドラゴンズの大ファンでもあり、マスコミ界の中日ファンの集まりである「われらマスコミドラゴンズ会（通称:マスドラ会）」では2012年より死去時まで会長に就任していた。そのため東海地方出身の漫画家や中日ファンの漫画家を重用していた、と自ら告白している。
漫画評論家の米澤嘉博とは一時期同じ町内に住み、子供が同じ小学校に通っていたため運動会その他の行事で面識があった。

## 著書
- 『メタクソ編集王 『少年ジャンプ』と名づけた男』竹書房、2014年4月24日 ISBN 978-4812498729
- 『スナミちゃんの超能力研究室』 学研パブリッシング〈（ムームー・スーパーミステリー・ブックス〉、2015年1月27日 ISBN 978-4054062047